# Rue de la Cité (Paris)
Die Rue de la Cité ist eine Straße auf der Île de la Cité im Zentrum von Paris im 4. Arrondissement.

## Lage
Die Straße beginnt an der Pont Notre-Dame und führt als Einbahnstraße quer über die Insel zur Petit-Pont.

## Namensursprung
Da die Straße etwa in der Mitte der Stadtinsel liegt, hat sie diesen Namen.

## Geschichte
Unter römischer Besatzung war diese Verkehrsader Teil des Cardo Maximus von Lutetia, eine Hauptstraße, wie sie traditionell die Struktur römischer Städte bestimmte.
Vom Mittelalter bis zum Beginn der Neuzeit war diese Achse in mehrere verschiedene Straßen unterteilt. Diese wurden erst am 13. Mai 1834 unter dem gemeinsamen Namen „Rue de la Cité“ vereint.
Ihr heutiges Aussehen erhielt die Straße jedoch erst in der zweiten Hälfte des 19. Jahrhunderts im Zuge der Umgestaltung von Paris während des Zweiten Kaiserreichs. Ein Dekret vom 22. Mai 1865 sah den Abriss des südlich des Platzes gelegenen Hôtel-Dieu und seinen Wiederaufbau an seinem heutigen Standort vor. Alle Häuser in der Rue de la Cité wurden zwischen 1865 und 1867 abgerissen (darunter auch das erste Gebäude des Kaufhauses À la Belle Jardinière an der Ecke zum Kai), um das Hôtel-Dieu, den Blumenmarkt und die Cité-Kaserne (Pariser Polizeipräsidium) zu errichten.

## Sehenswürdigkeiten
Westseite:
- Place Louis Lèpine mit dem Blumen- und Vogelmarkt
- Pariser Polizeipräfektur

Ostseite:
- Hôtel-Dieu
- Parvis Notre-Dame - Place Jean-Paul II, Blick auf die Kathedrale Notre-Dame de Paris